# Constructa

Старий логотип Constructa

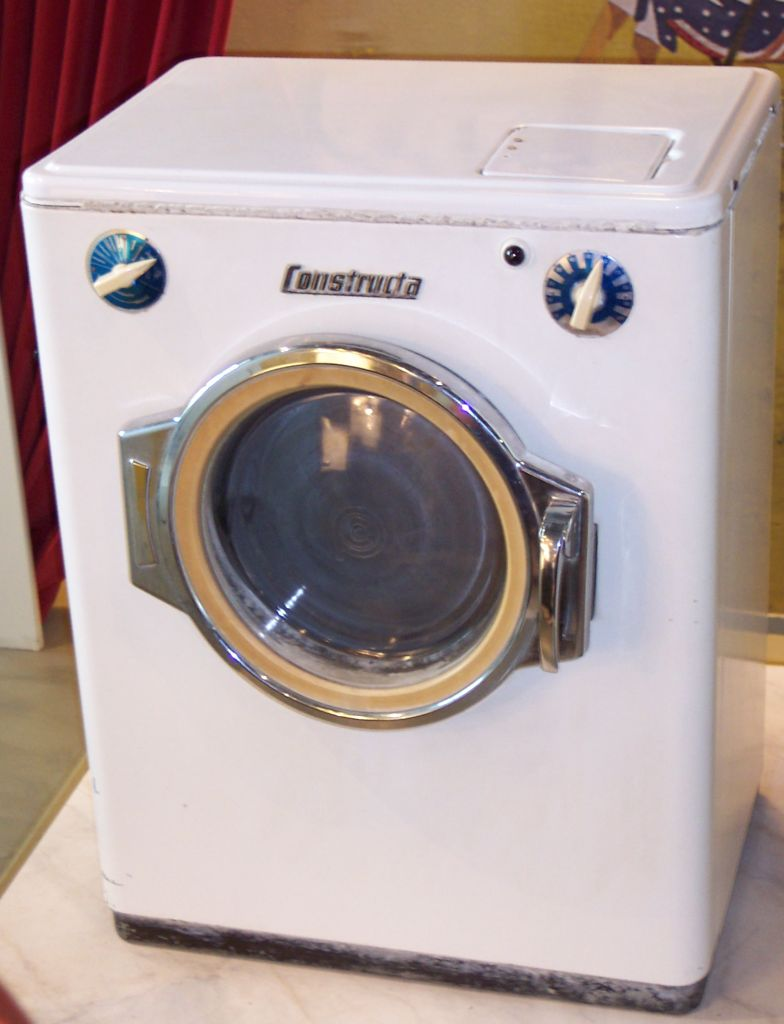
Одна з перших повністю автоматичних пральних машин Constructa

Constructa — це бренд великої побутової техніки від сучасної компанії Constructa-Neff Vertriebs-GmbH, дочірньої компанії BSH Hausgeräte. Компанію було засновано як Peter Pfenningsberg GmbH, яка на початку 1950-х років розробила першу німецьку повністю автоматичну побутову пральну машину із заскленими передніми дверцятами («ілюмінатором») під назвою Constructa та представила її на ринку. У 1950—1960-х роках Constructa була провідним німецьким постачальником повністю автоматичних пральних машин.

## Історія
Компанію було засновано 11 січня 1951 року як Peter Pfenningsberg GmbH у Дюссельдорфі-Оберкасселі підприємцем Генріхом Райнінгом. Повністю автоматична пральна машина була представлена публіці на будівельному ярмарку Constructa в Ганновері 3 липня 1951 року, і з того часу продається як «Constructa» відповідно до назви виставки. 27 лютого 1958 року компанія переїхала в Ратінген-Лінторф, де й тепер є вулиця, названа на честь Constructa. З 8 лютого 1961 року вона діяла як Constructa-Werke GmbH. Того ж року 30 червня Генріх Райнінг продав компанію Siemens. 29 вересня 1961 року він помер від серцевого нападу. 1 січня 1969 року компанія Siemens перенесла виробництво Constructa до Берліна.
Constructa була першою повністю автоматичною пральною машиною в Німеччині. Вона заливала білизну водою, попередньо випирала її, випрала в основному циклі прання, кілька разів полоскала, а потім відтискала. Щоб поглинути сили дисбалансу, під час обертання пральну машину потрібно було прикріпити до поверхні, на якій вона стояла, за допомогою чотирьох гвинтів. Після закінчення терміну звичайної гарантії клієнти могли купувати гарантійний талон за 75 DM кожні три місяці, щоб бути застрахованими від ремонту пральної машини за власні кошти.
Нині, окрім пральних машин, асортимент також включає сушильні машини, посудомийні машини, плити, духовки, витяжки, холодильники та морозильні камери.